# Кортландт, Фредерик
Фредерик Герман Анри (Фриц) Кортландт (нидерл. Frederik Herman Henri (Frits) Kortlandt; 19 июня 1946, Утрехт, Нидерланды) — профессор дескриптивной и сравнительной лингвистики Лейденского университета.

## Исследования
Специалист по балтийским и славянским, а также в целом индоевропейским языкам, в том числе по праиндоевропейским реконструкциям, также изучает и языки других семей. Предложил реформированную (по сравнению с первой версией М. Гимбутас) версию курганной гипотезы, во многом уточнив её хронологию и привязав её к лингвистическим реконструкциям. 
Также занимается проблемой группировки языковых семей в макросемьи (в частности, индоуральской гипотезой). Кроме того, Кортландт возводит индо-уральский язык и язык нивхов к гипотетической урало-сибирской языковой семье, которая, как он полагает, восходит в конечном счёте к евроазиатскому праязыку Д. Гринберга.
Наряду с Ж. Ван Дримом и рядом других коллег, является одним из лидеров Лейденской школы лингвистов, описывающей язык как разновидность мема.
Кортландт защитил в Амстердамском университете пять диссертаций:
- бакалавр искусств, 1967, славянская лингвистика и литература,
- бакалавр искусств, 1967, математическая экономика,
- магистр искусств, 1969, славянская лингвистика,
- магистр искусств, 1970, математическая экономика,
- доктор философии, 1972, математическая лингвистика.

В 2007 г. составил собственный вариант басни Шлейхера на реконструированном протоиндоевропейском языке, радикально отличающийся от всех прежних версий.

### Индоевропейский глагол
Кортландт считает «наследниками» глаголов состояния праиндоевропейского языка непереходные славянские глаголы на -еть: 

On the other hand, the intransitive Slavic verbs in -ti clearly correspond to an original perfect, which can now be identified with the Hittite hi-verbs in *-(o)i-. It follows that the latter formation must be reconstructed for the Indo-European proto-language. It is reflected in Skt. kupya- (be angry), tusya- (be content), trsya- (be thirsty), drhya (be firm), bdhya- (be awake), mnya- (think), ydhya- (fight), lbhya- (be con fused), hrsya- (be exited), Gr. manomai (be furious), phanomai (appear), khar (rejoice), Latin cupi (desire), fugi (flee), patior (suffer), Old Irish do-moinethar (think).— Kortlandt, 2007
Hi-спряжение хеттского языка, о котором говорит Кортландт, было продолжением стативного. Он подчёркивает, что в случае упомянутых славянских глаголов речь идёт именно о глаголах состояния, причём первоначально с ними употреблялись подлежащие не в именительном, а в дательном падеже: 

…unlike aorists and athematic presents, Indo-European perfects and thematic presents originally had a da tive subject, as in German mir trumt «me dreams» for ich trume «I dream», e.g. Greek oda «I know» «it is known to me», domai «I will eat» «it is eatable to me». […] The Slavic stative verbs in -ti such as Czech kleet «to kneel», vidt «to see», dret «to hold» correspond to the Greek perfect, denoting an event where the non-agentive subject has no effect on an outside object. […] Turning now to the Hittite material, we may wonder if the hi-verbs can semantically be derived from Indo-European perfects along the lines indicated by [Herman] Klln for the Slavic stative verbs in -ti such as Czech kleet, puet, pitt, bolet, umt, lett, bet, hoet, kiet, vidt, dret, vrtt. An important point which must be taken into account is the syntactic change from dative subject to nominative subject…— Kortlandt, 2007; cp. Kortlandt, 1983, р. 321; Kortlandt, 2001
В плане деноминативности автор усматривает признаки родства индоевропейского с уральскими языками (Kortlandt, 1983, р. 322). Также Кортландт восстанавливает флексию глаголов состояния -о (3 л. ед. ч.) не только для праиндоевропейского, но даже для гипотетического индоуральского языка (Kortlandt, 2001). Подразумевается, что глаголы состояния были непереходными.

## Награды
Член Королевской Нидерландской академии наук.
В число наград входит Премия Спинозы (1997).

## Работы
- Modelling the phoneme : new trends in East European phonemic theory, Den Haag: Mouton 1972
- Праиндоевропейские глоттализованные смычные (сравнительно-исторические данные) // Вопросы языкознания № 4. 1985 С. 43
- Italo-Celtic origins and prehistoric development of the Irish language, Amsterdam, Rodopi 2007
- Kortlandt F. Indo-European and Indo-Uralic // Studies in Germanic, Indo-European and Indo-Uralic. — Amsterdam/New York: Rodopi[англ.], 2010. — P. 91—112. — (Leiden Studies in Indo-European, 17). — ISBN 978-9-04-203135-7.
- Kortlandt F. Indo-Uralic and Altaic // Studies in Germanic, Indo-European and Indo-Uralic. — Amsterdam/New York: Rodopi[англ.], 2010. — P. 415. — (Leiden Studies in Indo-European, 17). — ISBN 978-9-04-203135-7.
- Selected writings on Slavic and general linguistics, Amsterdam, Rodopi 2011
- Kortlandt, Frederik. Balto-Slavic phonological developments // Baltistica, 43/1, 2008
- Kortlandt, Frederik. From Proto-Indo-European to Slavic